# Tour de l'Horloge d'Auvillar
La tour de l'Horloge est une tour édifiée à Auvillar, rue de l'Horloge, dans le département de Tarn-et-Garonne, en France.

## Histoire
La tour a été édifiée à la fin du XVIIe siècle ou au début du XVIIIe siècle, pendant le règne de Louis XIV, par les consuls de la ville à l'emplacement de l'ancienne porte fortifiée équipée d’un pont-levis appelée Arnaud Othon, du nom d'un vicomte d'Auvillar.
En 1934, une plaque a été posée sur la façade Sud en hommage au célèbre troubadour Marcabrun qui est né à Auvillar.
La tour a été inscrite au titre des monuments historiques le 1er février 1978,.

## Description
La tour est construite en lits de pierres et briques alternés. La tour comporte trois étages au-dessus du porche qui, extérieurement, sont séparés par des cordeaux.
À l'intérieur, chaque niveau a été aménagé en salle d'exposition.
Au-dessus du toit a été placée une cage en fer forgé recevant une cloche qui est ornée d’une inscription gothique. Elle provient de l’ancien couvent des Jacobins (occupé par la gendarmerie).
Les fenêtres et le porche sont en plein-cintre.

## Musée de la batellerie
La tour de l'Horloge abritait le musée de la batellerie, dont la collection est dans le musée du vieil Auvillar.